# Медаль «50 лет Целине»
Юбилейная медаль «50 лет Целине» (каз. Тыңға 50 жыл) — юбилейная медаль Республики Казахстан.

## Положение о медали
Медаль была учреждена в целях поощрения граждан Республики Казахстан и иностранных граждан, внесших весомый вклад в освоение целинных и залежных земель и развитие сельского хозяйства в республике, а также в ознаменование 50-летия начала освоения целинных и залежных земель.

## Описание
Юбилейная медаль «Тыңға 50 жыл» изготавливается из латуни и имеет форму круга диаметром 34 мм. На аверсе медали на фоне восходящего солнца и нивы изображены комбайны, собирающие урожай, по окружности справа и слева — колосья пшеницы.
На реверсе медали по центру размещена надпись на казахском и русском языках: «Қазақстан Республикасы «Тыңға 50 жыл» — Республика Казахстан «50 лет Целине». В нижней части медали по окружности расположены лавровые ветви.
Все изображения, надписи на медали рельефные, золотистого цвета. Края медали окаймлены бортиком.
Медаль с помощью ушка и кольца соединяется с колодкой шестиугольной формы шириной 34 мм и высотой 50 мм, обтянутой муаровой лентой цвета Государственного флага Республики Казахстан (голубого). Вдоль краёв ленты две полосы — жёлтого и зелёного цветов.
Медаль изготовлена на Казахстанском монетном дворе в городе Усть-Каменогорск.

## Источник
- В. Григорьев. Государственные награды Республики Казахстан // Петербургский коллекционер : газета. — СПб., 2005. — Вып. 35, № 5. — С. 29.
- Медаль 50 лет Целине. «Награды мира».
- Republic of Kazakhstan: Jubilee Medal 50 Years of the Development of Virgin Soil
- В Казахстане учреждена медаль "50 лет целине"
- Указ Президента Республики Казахстан от 16 января 2004 года № 1281